# Port Jervis
Port Jervis é uma cidade localizada no Estado americano de Nova Iorque, no Condado de Orange. A sua área é de 7 km², sua população é de 8 860 habitantes, e sua densidade populacional é de 1 346,8 hab/km² (segundo o censo americano de 2000).